# 苏丹国旗
蘇丹共和國國旗 （阿拉伯语：‎）是一面由綠色三角形和紅、白、黑三條橫條組成的泛阿拉伯色彩旗幟，採用於1970年5月20日。
1956至1970年的苏丹國旗為藍、黃、綠三條橫條的三色旗。
因图案相似，苏丹国旗易与巴勒斯坦国旗混淆。

## 历史旗帜

### 国旗
- 马赫迪苏丹国 (1881－1899)
- 马赫迪战争下的马赫迪国的旗帜(1881－1899)
- 英埃苏丹旗帜 (1899－1956)
- 英埃共管苏丹旗帜（1899－1956）
- 英埃共管苏丹旗帜（1899－1956）
- 苏丹共和国国旗 (1956－1970)

## 政府和武装部队旗帜

### 政府旗帜

苏丹总统的旗帜
苏丹总统旗帜

### 武装部队旗帜

苏丹軍艦旗幟
苏丹空軍旗幟
苏丹海关关旗

## 其他旗帜

白尼罗河旗帜
英埃共管苏丹总督旗帜
苏丹軍艦旗（1956－1970）
苏丹国防军的旗帜（1925-1956年）
在亚非会议期间使用的苏丹临时国旗（1955年4月）。
苏丹民主共和国总统旗帜
苏丹民主共和国总统旗帜
北科尔多凡旗帜
苏丹国旗（竖式）
苏丹革命阵线旗帜
丁卡人旗帜
巴里人的旗帜
苏丹第九空降师
苏丹社会主义联盟党旗
苏丹海关关旗 (1956－1970)
1956版苏丹共和国国旗（3:2）
苏丹共和国国旗（3:2）